# Danza integrativa
Danza integrativa es un sistema psicocorporal grupal de prevención e intervención psicosocial, focalizado en la restauración de los vínculos humanos. Sustenta sus principios en la psicotraumatología, donde la rehabilitación de la confianza en la conexión social se interpreta como parte de los procesos de recuperación postraumática.

## Sistema de integración
Danza integrativa pertenece al ámbito de las Terapias Expresivas, específicamente a la rama de las danzaterapias. Retoma propuestas de distintas disciplinas para establecer su actuación, tales como Danza Movimiento Terapia, Sonoterapia, Musicoterapia, Biodanza, Método Laban, Danzaterapia Sistema María Fux, y Teatroterapia. 
Asimismo, recupera el concepto de Psicología Social, la cual postula que la psicología debe cultivar una fuerte correspondencia con los factores sociales e históricos del territorio en la que opera, considerando las esperanzas y objetivos de las y los habitantes de una comunidad en particular, conceptualizando al individuo asociado a un contexto.

## Criterios psicosociales y trauma
Danza Integrativa incorpora una perspectiva de intervención psicosociotraumatológica, que atiende las condiciones de comunidades sometidas a una o más experiencias adversas y procura la rehabilitación vincular, con la finalidad de que las mismas comunidades restablezcan relaciones saludables, encuentren caminos conjuntos en la resolución de problemas y restituyan sus tejidos sociales de apoyo de una forma sensible, creativa,  inclusiva y sostenible.

## La sesión
Una sesión de Danza Integrativa tiene duración de dos horas aproximadamente. Por medio de una cronología musical específica, busca generar una experiencia inmersiva grupal; un(a) facilitador(a) guía a las y los participantes a encontrarse con sus propias sensaciones, emociones y sentimientos en un espacio expresivo y contenido, donde la comunicación corporal no verbal y el contacto humano permiten una exposición gradual y perceptual a la vinculación, dinamizando los afectos y el sentido de pertenencia.